# Pombinha-de-wonga
A Pombinha-de-Wonga (Leucosarcia melanoleuca) é um pombo que habita áreas no leste da Austrália , com distribuição desde o centro de Queensland até Gippsland , leste de Victoria, Austrália.